# 9th Wonder
9th Wonder（ナインス・ワンダー 本名：Patrick Denard Douthit 1975年1月15日 - ）は、アメリカ合衆国ノースカロライナ州ウィンストン・セーラム出身のDJ 、ミュージシャン、音楽プロデューサー、大学講師である。